# Aslaug Dahl
Aslaug Dahl, född 23 mars 1949 i Nesseby kommun, är en norsk tidigare längdskidåkare som tävlade under 1970-talet. Hon är flerfaldig norsk mästare och har deltagit i både VM och OS.
Hennes främsta merit är OS-bronset på 3 × 5 km vid Sapporo 1972.
Aslaug Dahl avslutade skidkarriären år 1978.